# Mihael Brejc

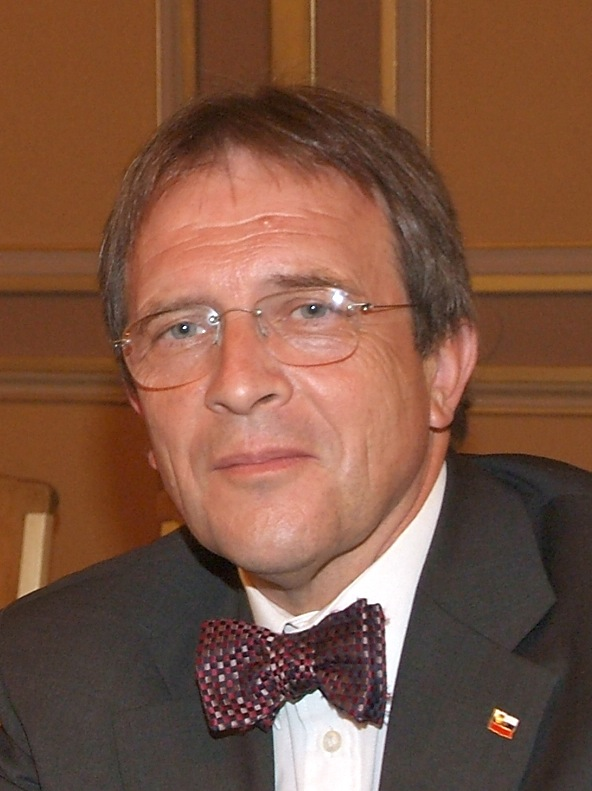
Mihael Brejc (2005)

Mihael „Miha“ Brejc (* 15. November 1947 in Belgrad) ist ein slowenischer Politiker der SDS.

## Leben
Brejc erwarb das Diplom in Soziologie und den Magister in Soziologie an der Fakultät für Gesellschaftswissenschaften in Ljubljana. Er promovierte an der Fakultät für Arbeitsorganisation in Kranj im Bereich der Organisationswissenschaften. An der Universität Ljubljana war er als Dozent und außerordentlicher Professor tätig, ehe er dort 1997 ordentlicher Professor wurde. Ferner arbeitete er an mehreren Schulen der Weiterbildung als Sekretär, Dozent und Dekan. Von 1990 bis 1993 leitete er den slowenischen Nachrichtendienst. Des Weiteren ist er Präsident der Gesellschaft für die Slowenisch-Taiwanische Freundschaft.
Brejc ist seit 1995 stellvertretender Vorsitzender der SDS. Von 1994 bis 1998 war er Vorsitzender des Gemeinderats von Domžale. Im Jahr 2000 bekleidete er für einige Monate das Amt des Ministers für Arbeit, Familie und Soziales. Danach gehörte er bis 2004 der Staatsversammlung an, deren Vizepräsident er auch war. In dieser Zeit war er auch Mitglied der slowenischen Delegation in der parlamentarischen Versammlung des Europarats. 2003 wurde er Beobachter im Europäischen Parlament und leitete dort auch die slowenische Delegation, ehe er bei der Europawahl 2004 zum vollwertigen Mitglied gewählt wurde. Dieses Mandat führte er bis 2009 aus.